# Mistrzostwa Europy w Pływaniu 1987
Mistrzostwa Europy w Pływaniu 1987 odbyły się we francuskim Strasburgu, w dniach 16–23 sierpnia.

## Pływanie mężczyzn
| Konkurencja                         |                                                                               |                                                                               |                                                                                         |
| ----------------------------------- | ----------------------------------------------------------------------------- | ----------------------------------------------------------------------------- | --------------------------------------------------------------------------------------- |
| 50 m stylem dowolnym                | Jörg Woithe                                                                   | Giennadij Prigoda                                                             | Stefan Volery                                                                           |
| 100 m stylem dowolnym               | Sven Lodziewski                                                               | Stéphan Caron                                                                 | Dirk Richter                                                                            |
| 200 m stylem dowolnym               | Anders Holmertz                                                               | Giorgio Lamberti                                                              | Michael Groß                                                                            |
| 400 m stylem dowolnym               | Uwe Daßler                                                                    | Rainer Henkel                                                                 | Thomas Fahrner                                                                          |
| 1500 m stylem dowolnym              | Rainer Henkel                                                                 | Uwe Daßler                                                                    | Stefan Pfeiffer                                                                         |
| 100 m stylem grzbietowym            | Siergiej Zabołotnow                                                           | Frank Baltrusch                                                               | Frank Hoffmeister                                                                       |
| 200 m stylem grzbietowym            | Siergiej Zabołotnow                                                           | Igor Polanski                                                                 | Frank Baltrusch                                                                         |
| 100 m stylem klasycznym             | Adrian Moorhouse                                                              | Dmitrij Wołkow                                                                | Gianni Minervini                                                                        |
| 200 m stylem klasycznym             | József Szabó                                                                  | Siergiej Sokołowski                                                           | Adrian Moorhouse                                                                        |
| 100 m stylem motylkowym             | Andy Jameson                                                                  | Michael Groß                                                                  | Benny Nielsen                                                                           |
| 200 m stylem motylkowym             | Michael Groß                                                                  | Benny Nielsen                                                                 | Wadim Jaroszczuk                                                                        |
| 200 m stylem zmiennym indywidualnie | Tamás Darnyi                                                                  | Wadim Jaroszczuk                                                              | Raik Hannemann                                                                          |
| 400 m stylem zmiennym indywidualnie | Tamás Darnyi                                                                  | József Szabó                                                                  | Patrick Kühl                                                                            |
| Sztafeta 4×100 m stylem dowolnym    | NRD · Dirk Richter · Thomas Flemming · Steffen Zesner · Sven Lodziewski       | RFN · Peter Sitt · Michael Groß · Rolf-Dieter Maltzann · Thomas Fahrner       | ZSRR · Giennadij Prigoda · Władimir Szemetow · Weniamin Tajanowicz · Władimir Tkaczenko |
| Sztafeta 4×200 m stylem dowolnym    | RFN · Peter Sitt · Rainer Henkel · Thomas Fahrner · Michael Groß              | NRD · Lars Hinneburg · Thomas Flemming · Steffen Zesner · Sven Lodziewski     | Szwecja · Tommy Werner · Michael Söderlund · Anders Holmertz · Markus Eriksson          |
| Sztafeta 4×100 m stylem zmiennym    | ZSRR · Igor Polanski · Dmitrij Wołkow · Konstantin Petrow · Giennadij Prigoda | Wielka Brytania · Neil Cochran · Adrian Moorhouse · Andy Jameson · Roland Lee | NRD · Frank Baltrusch · Christian Poswiat · Thomas Dressler · Sven Lodziewski           |

## Pływanie kobiet
| Konkurencja                      |                                                                            |                                                                                  |                                                                              |
| -------------------------------- | -------------------------------------------------------------------------- | -------------------------------------------------------------------------------- | ---------------------------------------------------------------------------- |
| 50 m stylem dowolnym             | Tamara Costache                                                            | Katrin Meissner                                                                  | Christiane Pielke                                                            |
| 100 m stylem dowolnym            | Kristin Otto                                                               | Manuela Stellmach                                                                | Tamara Costache                                                              |
| 200 m stylem dowolnym            | Heike Friedrich                                                            | Manuela Stellmach                                                                | Luminita Dobrescu                                                            |
| 400 m stylem dowolnym            | Heike Friedrich                                                            | Astrid Strauss                                                                   | Stela Pura                                                                   |
| 800 m stylem dowolnym            | Anke Möhring                                                               | Astrid Strauss                                                                   | Judith Csabai                                                                |
| 100 m stylem grzbietowym         | Kristin Otto                                                               | Svenja Schlicht                                                                  | Kathrin Zimmermann                                                           |
| 200 m stylem grzbietowym         | Cornelia Sirch                                                             | Kathrin Zimmermann                                                               | Svenja Schlicht                                                              |
| 100 m stylem klasycznym          | Silke Hörner 1:07.91 WR                                                    | Manuela Dalla Valle                                                              | Sylvia Gerasch                                                               |
| 200 m stylem klasycznym          | Silke Hörner                                                               | Ingrid Lempereur                                                                 | Swietłana Kuzmina                                                            |
| 100 m stylem motylkowym          | Kristin Otto                                                               | Birte Weigang                                                                    | Catherine Plewinski                                                          |
| 200 m stylem motylkowym          | Kathleen Nord                                                              | Birte Weigang                                                                    | Stela Pura                                                                   |
| 200 m stylem zmiennym            | Cornelia Sirch                                                             | Daniela Hunger                                                                   | Noemi Lung                                                                   |
| 400 m stylem zmiennym            | Noemi Lung                                                                 | Jelena Dendeberowa                                                               | Kathleen Nord                                                                |
| Sztafeta 4×100 m stylem dowolnym | NRD · Manuela Stellmach · Heike Friedrich · Kristin Otto · Katrin Meissner | Holandia · Marianne Muis · Diana van der Plaats · Mildred Muis · Karin Brienesse | RFN · Stephanie Bofinger · Svenja Schlicht · Christiane Pielke · Karin Seick |
| Sztafeta 4×200 m stylem dowolnym | NRD · Manuela Stellmach · Heike Friedrich · Astrid Strauss · Anke Möhring  | Rumunia · Luminita Dobrescu · Stela Pura · Anca Patrascoiu · Noemi Lung          | RFN · Svenja Schlicht · Heike Höller · Julia Lebek · Birgit Schulz-Lohberg   |
| Sztafeta 4×100 m stylem zmiennym | NRD · Kristin Otto · Silke Hörner · Birte Weigang · Manuela Stellmach      | Włochy · Lorenza Vigarani · Manuela Dalla Valle · Ilaria Tocchini · Silvia Persi | RFN · Svenja Schlicht · Britta Dahm · Susanne Schuster · Christiane Pielke   |

## Skoki do wody mężczyzn
| Konkurencja    |                    |                  |                      |
| -------------- | ------------------ | ---------------- | -------------------- |
| Trampolina 3 m | Albin Killat       | Nikola Stajković | Aleksandr Gladczenko |
| Platforma 10 m | Georgij Chogowadze | Jan Hempel       | Arsen Dzawadian      |

## Skoki do wody kobiet
| Konkurencja    |                  |                     |              |
| -------------- | ---------------- | ------------------- | ------------ |
| Trampolina 3 m | Daphne Jongejans | Marina Babkowa      | Brita Baldus |
| Platforma 10 m | Jelena Miroszyna | Anzela Stasjulewicz | Silke Abicht |

## Pływanie synchroniczne kobiet i mężczyzn
| Konkurencja      |                               |                         |                              |
| ---------------- | ----------------------------- | ----------------------- | ---------------------------- |
| Solo             | Muriel Hermine                | Alexandra Worisch       | Karin Singer                 |
| Duety            | Muriel Hermine Karine Schuler | Edith Boss Karin Singer | Irina Czukowa Tatiana Titowa |
| Zawody drużynowe | Francja                       | ZSRR                    | Szwajcaria                   |

## Piłka wodna kobiet i mężczyzn
| Konkurencja      |          |            |         |
| ---------------- | -------- | ---------- | ------- |
| Turniej mężczyzn | ZSRR     | Jugosławia | Włochy  |
| Turniej kobiet   | Holandia | Węgry      | Francja |

## Klasyfikacja medalowa
| Miejsce | Państwo         | Złoto | Srebro | Brąz | Razem |
| ------- | --------------- | ----- | ------ | ---- | ----- |
| 1.      | NRD             | 18    | 13     | 10   | 41    |
| 2.      | ZSRR            | 6     | 9      | 6    | 21    |
| 3.      | RFN             | 4     | 4      | 9    | 17    |
| 4.      | Węgry           | 3     | 2      | 0    | 5     |
| 5.      | Francja         | 3     | 0      | 3    | 6     |
| 6.      | Rumunia         | 2     | 1      | 6    | 9     |
| 7.      | Wielka Brytania | 2     | 1      | 1    | 4     |
| 8.      | Holandia        | 2     | 1      | 0    | 3     |
| 9.      | Szwecja         | 1     | 0      | 1    | 2     |
| 10.     | Włochy          | 0     | 3      | 2    | 5     |
| 11.     | Austria         | 0     | 2      | 0    | 2     |
| 12.     | Szwajcaria      | 0     | 1      | 3    | 4     |
| 13.     | Dania           | 0     | 1      | 1    | 2     |
| 14.     | Belgia          | 0     | 1      | 0    | 1     |
| 14.     | Jugosławia      | 0     | 1      | 0    | 1     |
| Razem   | Razem           | 41    | 41     | 41   | 123   |